# Casa dei Canonici di Santa Maria in Trastevere

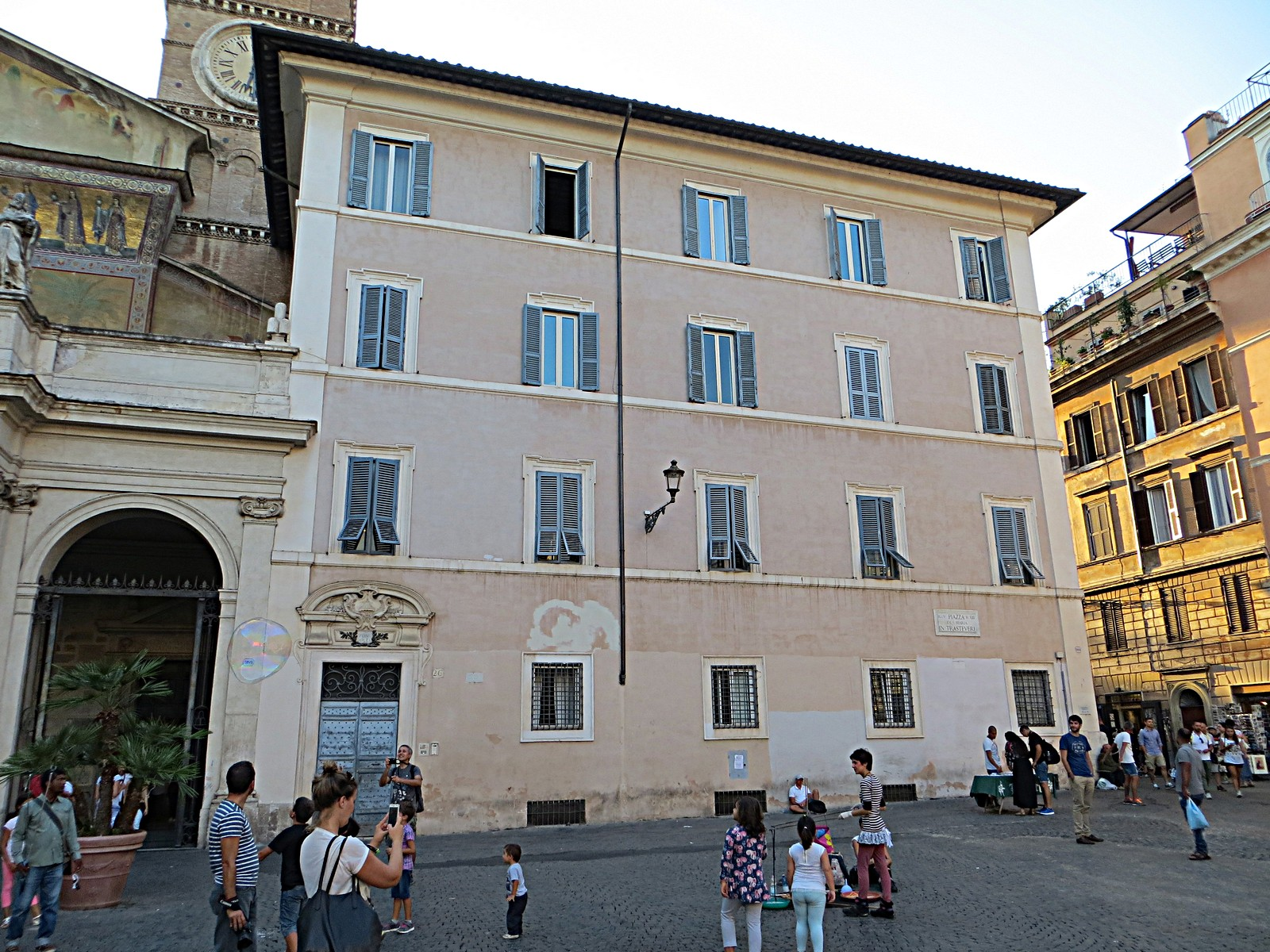
Fachada do palácio na Piazza di Santa Maria in Trastevere.

Casa dei Canonici di Santa Maria in Trastevere é um palácio localizado na esquina da Piazza di Santa Maria in Trastevere com a Via della Paglia, no rione Trastevere de Roma.

## História
À direita da basílica de Santa Maria in Trastevere está um edifício construído por ordem do papa Gregório IV em 828 para os clérigos da igreja. O edifício passou por numerosas modificações e foi completamente reestruturado no século XVIII com três pisos de cinco janelas emolduradas e apoiadas sobre cornijas marcapiano cada um. No piso térreo se abre um belo portal do século XVIII encimado por um tímpano curvo com duas placas, uma das quais com a inscrição "FONS OLEI". Esta é uma referência a um evento milagroso (a erupção de um óleo da terra, provavelmente petróleo) ocorrido em 38 a.C. e que teria sido interpretado pelos judeus que viviam no Trastevere como um anúncio da vinda do Messias.